# Hispano-Suiza Automobilmanufaktur
Hispano-Suiza Automobilmanufaktur – szwajcarski producent hipersamochodów z siedzibą w Zug działający od 2010 roku.

## Historia
Na przełomie pierwszej i drugiej dekady XXI wieku austriacki projektant Erwin Leo Himmel dotąd specjalizujący się w projektowaniu samochodów dla innych firm zdecydował się rozpocząć własne przedsięwzięcie. Dla autorskiego projektu awangardowo stylizowanego supersamochodu przywrócił on do użytku nie stosowaną masowo dla samochodów nazwę Hispano-Suiza, którą poza nieudaną próbą wskrzeszenia na początku XXI wieku nie używano dla samochodów od 1938 roku. Tak powstało przedsiębiorstwo Hispano-Suiza Automobilmanufaktur z siedzibą w Szwajcarii.
Podczas wystawy samochodowej Geneva Motor Show w marcu 2010 roku szwajcarskie Hispano-Suiza przedstawiło prototyp sportowego coupe, które opracowane zostało na platformie Audi R8, z kolei jednostkę napędową V10 o mocy 750 KM. Pomimo prób, firma nie była w stanie wdrożyć do produkcji przez kolejne lata, co zmianie uległo ostatecznie w 2019 roku. Wtedy to Hispano-Suiza Automobilmanufaktur przedstawiło produkcyjne rozwinięcie prototypu sprzed 9 lat, które wyewoluowało w kierunku wyczynowego hipersamochodu o nazwie Hispano-Suiza Maguari HS1 GTC. Pojazd budowany jest na zamówienie dla wyselekcjonowanego grona nabywców, a łącznie zbudowane ma zostać ok. 300 sztuk samochodu. 

## Modele samochodów

### Obecnie produkowane
- Maguari HS1 GTC

### Studyjne
- Hispano-Suiza V10 (2010)